# Vanderhorstia steelei
Vanderhorstia steelei är en fiskart som beskrevs av Randall och Philip L. Munday 2008. Vanderhorstia steelei ingår i släktet Vanderhorstia och familjen smörbultsfiskar. Inga underarter finns listade i Catalogue of Life.